# Tomosvaryella geniculata
Tomosvaryella geniculata är en tvåvingeart som först beskrevs av Johann Wilhelm Meigen 1824.  Tomosvaryella geniculata ingår i släktet Tomosvaryella och familjen ögonflugor. Arten är reproducerande i Sverige. Inga underarter finns listade i Catalogue of Life.